# 卡爾沃沃湖
53°41′26″N 15°33′02″E / 53.69056°N 15.55056°E

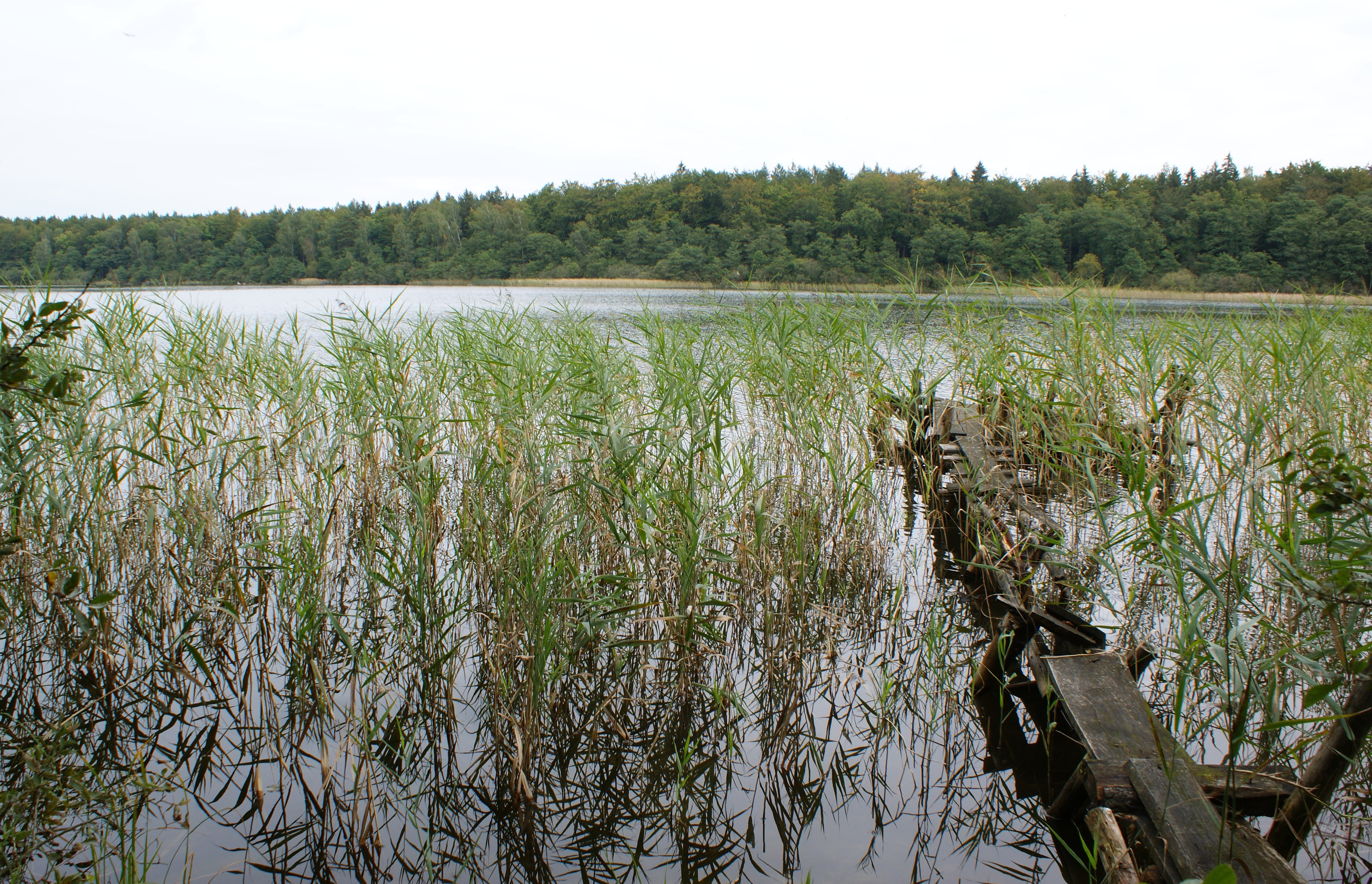

卡爾沃沃湖是波蘭的湖泊，位於該國西北部西波美拉尼亞省，處於沃貝茲縣，長1.1公里、寬0.4公里，面積0.3平方公里，平均水深3.5米，最大水深4.2米。